# Kølstrup
Kølstrup er en bydel i den sydlige ende af Kertinge på Fyn. Den var tidligere en landsby, men fra 1. januar 2010 betragtes den som sammenvokset med Kertinge til en by. Kølstrup ligger inderst i Kertinge Nor. Ved noret ligger også herregården Ulriksholm 1 km mod sydvest.
Kølstrup og hele Kertinge by hører til Kølstrup Sogn. Kølstrup Kirke ligger i Kølstrup, og den har en berømt fredet præstegård.

## Faciliteter
Nymarksskolen blev i 1961-63 opført af Rynkeby og Kølstrup sogne på bar mark 2 km sydøst for Kølstrup. Siden 2011 har skole, SFO og børnehave været én institution under navnet Nymarken Skole og Børnehus. Skolen har 367 elever, fordelt på 0.-9. klassetrin, og er også overbygningsskole for Marslev Skole. Børnehaven er normeret til 70 børn. Ved skolen ligger også Nymarkshallen, hvor områdets idrætsforeninger holder til.
Kølstrup Forsamlingshus drives som nøglehus.

## Historie

### Stationsbyen
I 1899 beskrives Kølstrup og Kertinge således: "Kjølstrup (1352: Kølnæstorp) med Kirke, Præstegd., Skole, Pogeskole, Forsamlingshus (opf. 1896), Fattiggaard (PI. for 40 Lemmer), Hospital (opr. 1675 af Abel Cathrine Wolfsdatter v. d. Wisch, † 1676, g. m. Hans Hansen Osten, med et Hus til 2 fattige, opf. af Abel Cathrines Dattersøn Hans v. Brüggemann; den nuv. Bygning er opf. af Grev Danneskjold-Samsøe) og Jærnbanestation; Kjertinge;" Målebordsbladet fra 1900-tallet viser desuden et elværk. Selvom Trap ikke skriver noget om Kertinge, bekræfter alle kort at den var større end Kølstrup.
Kølstrup havde station på Odense-Kerteminde-Dalby Jernbane, der blev åbnet i 1900. I 1914 blev den forlænget til Martofte og kom til at hedde Odense-Kerteminde-Martofte Jernbane. Kølstrup Station lå 1 km sydvest for kirkelandsbyen og havde et kombineret krydsnings- og læssespor, der blev forlænget og fik siderampe i 1930. I 1946 fik sidesporet et stikspor til en enderampe. Banen blev nedlagt i 1966. Stationsbygningen er bevaret på Vægterbakken 30.

### Mindesten
Hvor Kølstrup Bygade munder ud i Ulriksholmsvej, står en sten der blev afsløret 5. september 1920 til minde om Genforeningen i 1920. Stenen er også til minde om to tidligere præster fra sognet. Ved kysten lidt længere mod nord står også en befrielsessten.